# Aaron Smith Willington
Pour les articles homonymes, voir Willington.
Aaron Smith Willington (1781-1862) était un chef d'entreprise et journaliste américain du XIXe siècle.

## Biographie
Originaire de Sudbury, dans le Massachusetts, il a commencé sa carrière dans la presse, avant de s'installer à Charleston, en Caroline du Sud, comme cofondateur du Post and Courier, associé à Loring Andrews, qui avait édité le Herald of Freedom à Boston, le Western Star à Stockbridge et le Centinel, à Albany, dans l'État de New York et Peter Timothy Marchant, petit-fils de Lewis Timothy, qui avait fondé le premier journal permanent en Caroline du Sud en 1734. 
Aaron Smith Willington était réputé pour son écriture précise, claire et agréable, et son dynamisme. Il a pris le contrôle du journal en 1813 après s'être fait une spécialité dans l'interception des nouvelles en provenance de l'Europe, comme le faisait Samuel Topliff à Boston. Il a été le premier à révéler, avant les journaux du Nord des États-Unis, le traité de Gand, signé le 24 décembre 1814, pour marquer la fin de la guerre de 1812 entre les États-Unis et le Royaume-Uni. La nouvelle arrive via l'Espagne, Cuba et la Floride, puis acheminée à cheval.
Aaron Smith Willington faisait travailler aussi un traducteur hispanophone pour publier des nouvelles de la presse La Havane, également amenées par un bateau, de six mètres de long. 
En 1833, Richard Yeadon, un unioniste militant, l'a rejoint à la direction du journal en tant que copropriétaire. Aaron Smith Willington a la réputation d'avoir influencé, lors de ses débuts, James Gordon Bennett. Il a participé en 1839 à un voyage sur le Nil puis a publié le livre A summer's tour in Europe in 1851. Le 1er février 1862, il décède d'une crise d'apoplexie.